# Bear Down, Chicago Bears
Bear Down, Chicago Bears es una canción para animar a los Chicago Bears de la National Football League.
La canción fue escrita en 1941, un año después de que los Bears sorprendieran al mundo del fútbol americano profesional al haber ganado el Campeonato de la NFL a los Washington Redskins por 73-0, el cual permanece como el margen más grande en una blanqueada en la historia de la NFL.
El autor es Jerry Downs, un pseudónimo de Al Hoffman quien es miembro del Songwriter's Hall Of Fame.
En los juegos de local, la canción es reproducida cada vez que los Bears anotan.